# 8e régiment d'infanterie (France)
Pour les articles homonymes, voir 8e régiment.
Le 8e régiment d'infanterie (8e RI) est un régiment d'infanterie de l'Armée de terre française créé sous la Révolution à partir du régiment d'Austrasie, un régiment français d'Ancien Régime.

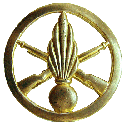
insigne de béret d'infanterie

## Création et différentes dénominations
- 22 mars 1558 : création de la légion de Champagne
- 27 octobre 1567 : formation, en Champagne, du régiment de Gohas constitué à partir de 2 enseignes de Gardes et 15 de Champagne
- mai 1573 : renommé régiment de Sainte-Colombe
- 1579 : renommé régiment d'Épernon
- 1581 : renommé régiment de Montcassin
- 1585 : devient le régiment de Champagne
- 25 mars 1776 : création à partir des 2e et 4e bataillons du régiment de Champagne sous le nom de régiment de Ponthieu à Calais.
- 31 mai 1776 : renommé régiment d'Austrasie.
- 1791 : renommé 8e régiment d’infanterie de ligne.
- 1794 : amalgamé pour former la 8e demi-brigade de bataille
- 1796 : reformé en tant que 8e demi-brigade de ligne
- 1803 : renommé 8e régiment d’infanterie de ligne.
- 1814 : pendant la Première Restauration, au Quesnoy, il prend le nom de régiment de Condé.
- 1815 : pendant les Cent-Jours, il reprend son nom 8e régiment d'infanterie de ligne
- 16 juillet 1815 : comme l'ensemble de l'armée napoléonienne, il est licencié à la Seconde Restauration.
- 11 août 1815 : création de la 14e légion du Cantal et de la 82e légion de la Vendée. Incomplètes, ces 2 Légions départementales, fusionnent sous le nom de 8e légion du Cantal et de la Vendée.
- 23 octobre 1820 : la 8e légion du Cantal et de la Vendée est amalgamée et renommée 8e régiment d’infanterie de ligne .
- mars 1871 : fusionne avec le 108e régiment d'infanterie de ligne
- 1887 : renommé 8e régiment d’infanterie.
- 1914 : à la mobilisation, il donne naissance au 208e régiment d’infanterie
- 22 mai 1940 : dissous.
- 1er mai 1945 : 8e régiment d'infanterie.
- 15 octobre 1945 : dissous.
- 1946 : 8e bataillon d’infanterie.
- 1955 : 8e régiment d’infanterie motorisé.
- 1968 : 8e régiment d’infanterie
- 1998 : dissolution

## Colonels/Chefs de brigade
- du 25 juillet 1791 au 23 novembre 1791 : colonel Jean-Marc de Chalup
- du 20 décembre 1791 au 2 février 1792 : colonel de Haack
- du 5 février 1792 au 16 mai 1792 : colonel Chalup de Fareyron de Boulon
- du 16 mai 1792 au 27 mai 1792 : colonel d'Albert
- du 27 mai 1792 au 8 mars 1793 : colonel Robon Antoine Marie Lecouturier–Darménoville
- du 8 mars 1793 au 22 mai 1794 : colonel Jean-Henri Tugnot de Lanoye (*)
- du 22 mai 1794 au 29 août 1803 : Chef de brigade Jacques-Thomas Sarrut (**)
- du 5 novembre 1803 au 5 mars 1811 : colonel Jean François Etienne Autié, tué à la bataille de Barossa
- du 21 juin 1811 au 2 juillet 1814 : colonel Joseph Braun
- du 2 juillet 1814 au 29 mars 1815 : Colonel Charles Louis Sébastien de Staglieno[1]
- du 29 mars 1815 à la dissolution : colonel Louis-Gabriel Ruelle
- du 16 août 1815 au 17 novembre 1820 : colonel Rapatel
- 19 août 1847 : Colonel Paul Victor Jamin
- 1870 : colonel Haga
- 1901 col Micheler
- août - septembre 1914 : colonel René Louis Doyen[2],[3] (†)
- septembre 1914 : lieutenant-colonel Rougeot[2]
- septembre - octobre 1914 : lieutenant-colonel de Clausage[2]
- octobre 1914 - mars 1915 : lieutenant-colonel Wiriot[2]
- mars 1915 - juin 1917 : lieutenant-colonel Roubert[2]
- juin - novembre 1917 : lieutenant-colonel Duffour[2] (**)
- novembre 1917 - : lieutenant-colonel Gégonne[2]
- 1939 : colonel comte Louis Pistollet de Saint Ferjeux (général de brigade)
- janvier - septembre  1945 : lieutenant-colonel Robert Noireau (Compagnon de la Libération)
- septembre - octobre 1945 : colonel Allais
- 1980-1981 : colonel André Raillon
- 1983-1985 : colonel Michel Monier-Vinard (général de brigade)
- 1986-1987 : colonel de BONNIERES
- 1994 : colonel VOUTE
- 1996 : colonel MOREAU

(*) Cet officier est devenu par la suite général de brigade.

(**) Cet officier est devenu par la suite général de division.

## Campagnes
Inde 1781-1785 - Belgique 1792-1797 - Allemagne 1797-1809 - Espagne 1808-1813 - France 1814 - Espagne 1823 - Morée 1828-1829 - Belgique 1831-1832 - Algérie 1847-1862 - Italie 1859 - France 1870-1871 - Tunisie 1881-1882 - Grande Guerre 1914-1918 - France 1939-1940 - Libération 1944-1945 - Afrique du Nord 1956-1962 - liban 1985 1986

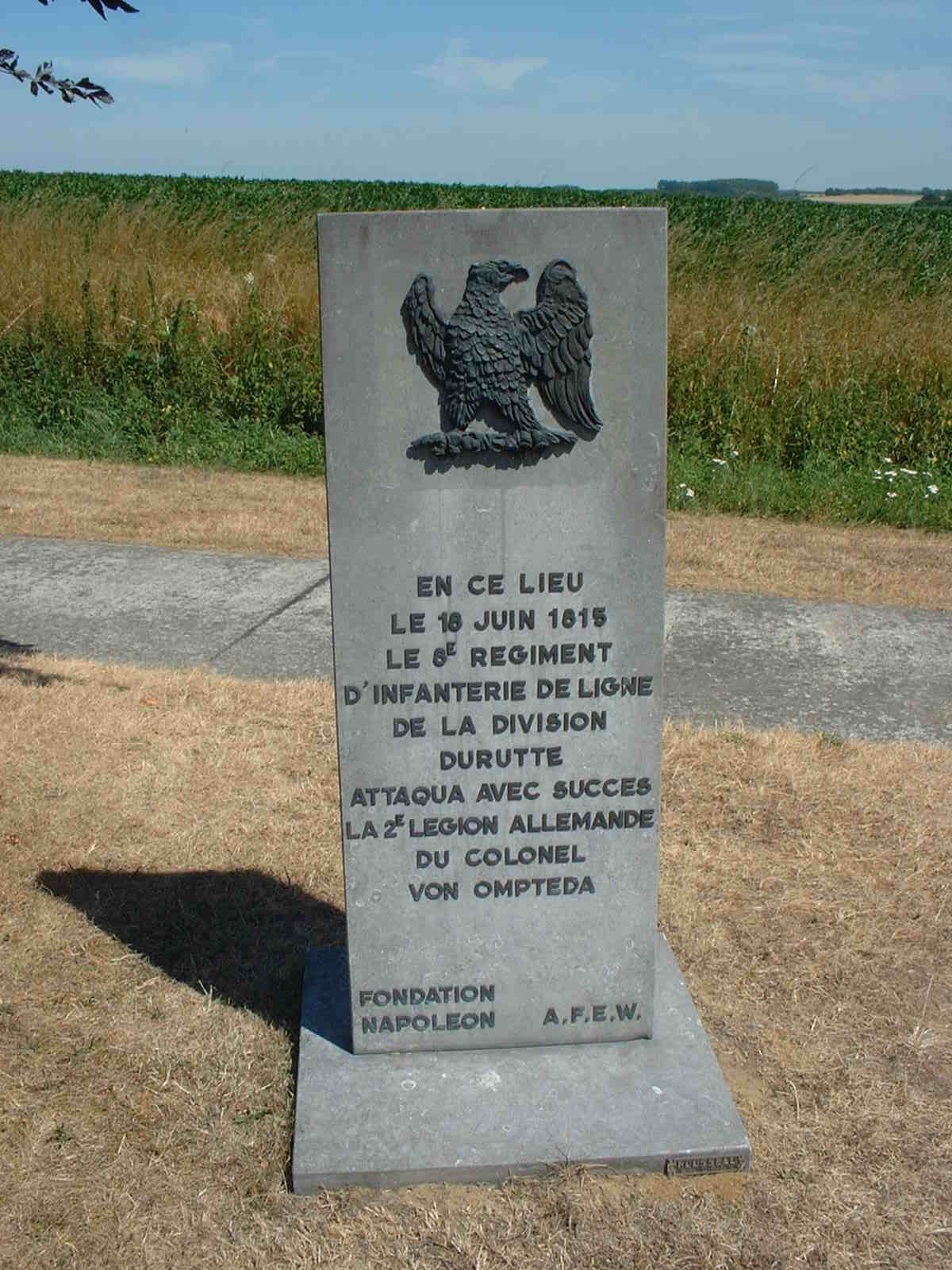
Stèle au 8e régiment d'infanterie de ligne sur le champ de la bataille de Waterloo
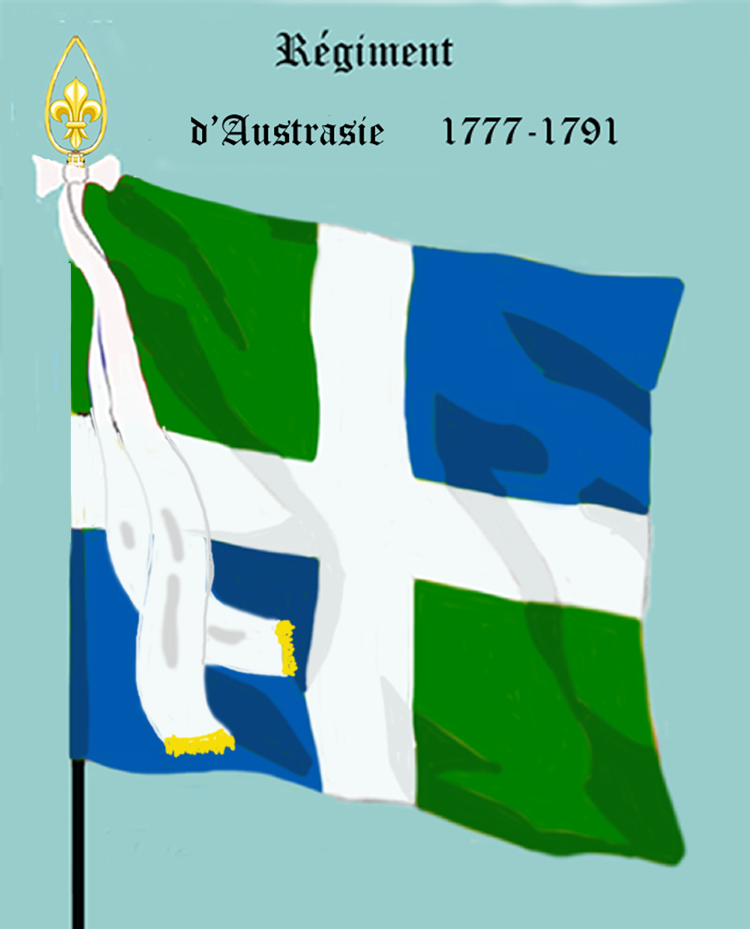
Drapeaux des régiments Ponthieu et Austrasie
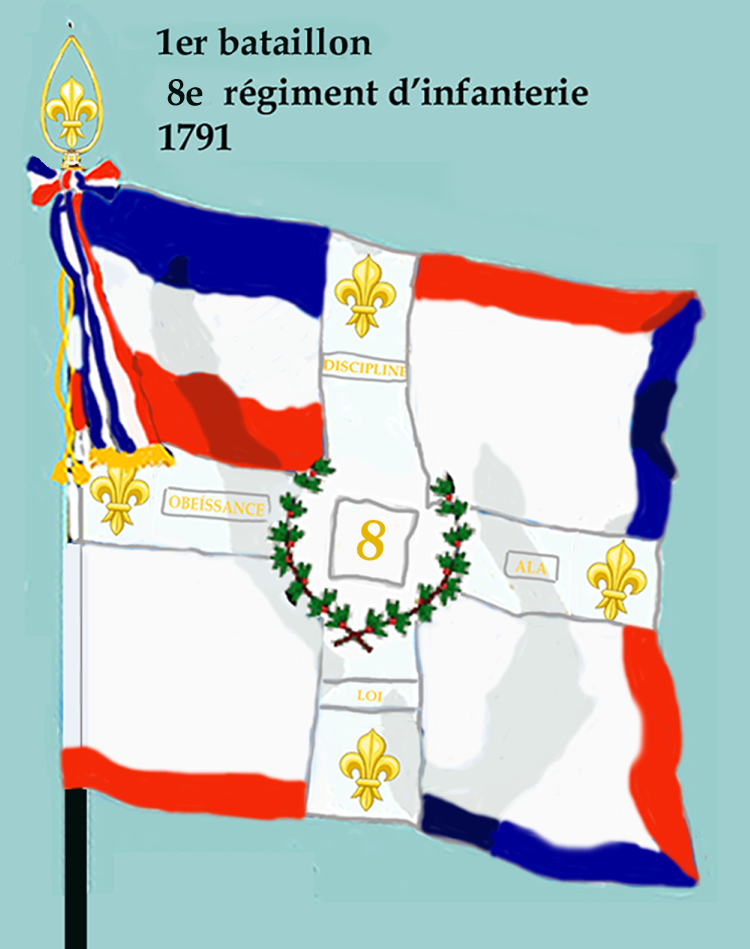
Drapeau de 1e bataillon en 1791 (avec de fleurs de lys royale )
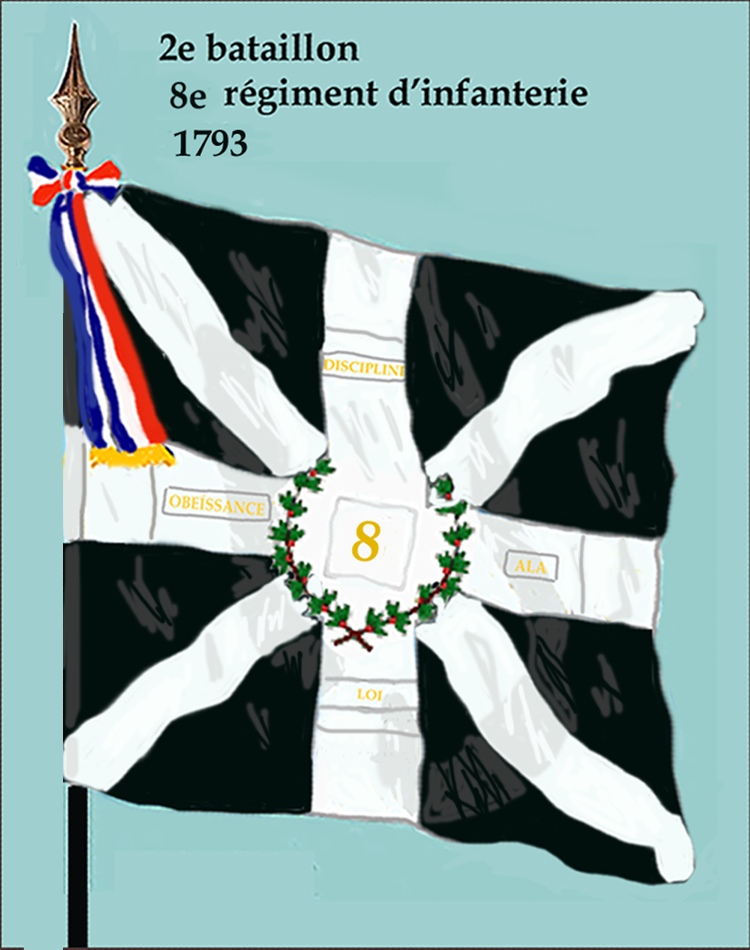
Drapeau de 2e bataillon en 1793 (sans de fleurs de lys royale)
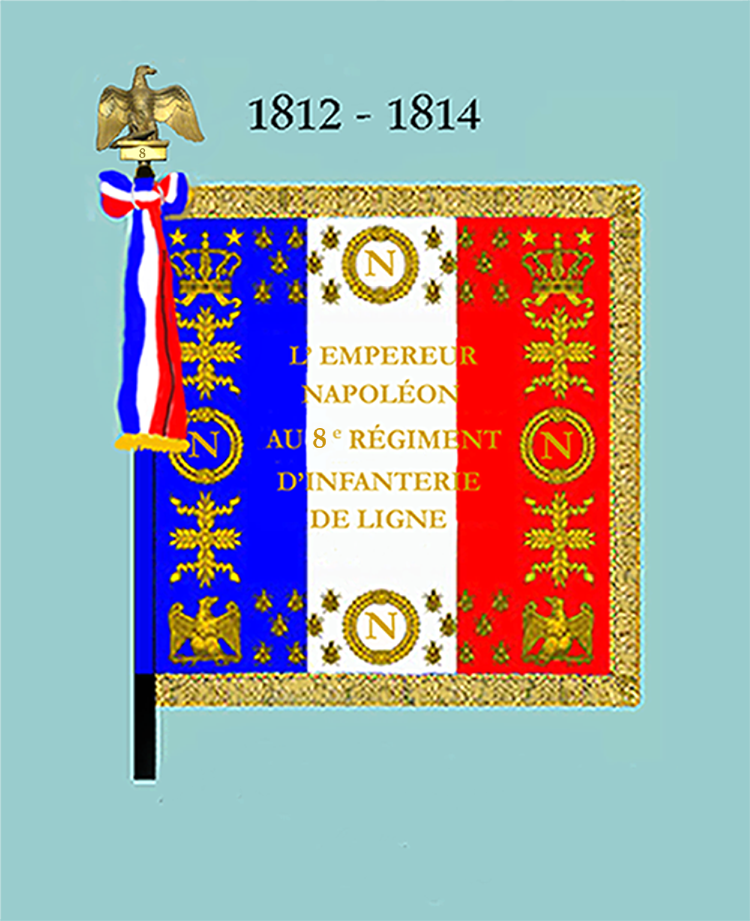
Drapeau du régiment (Premier Empire)
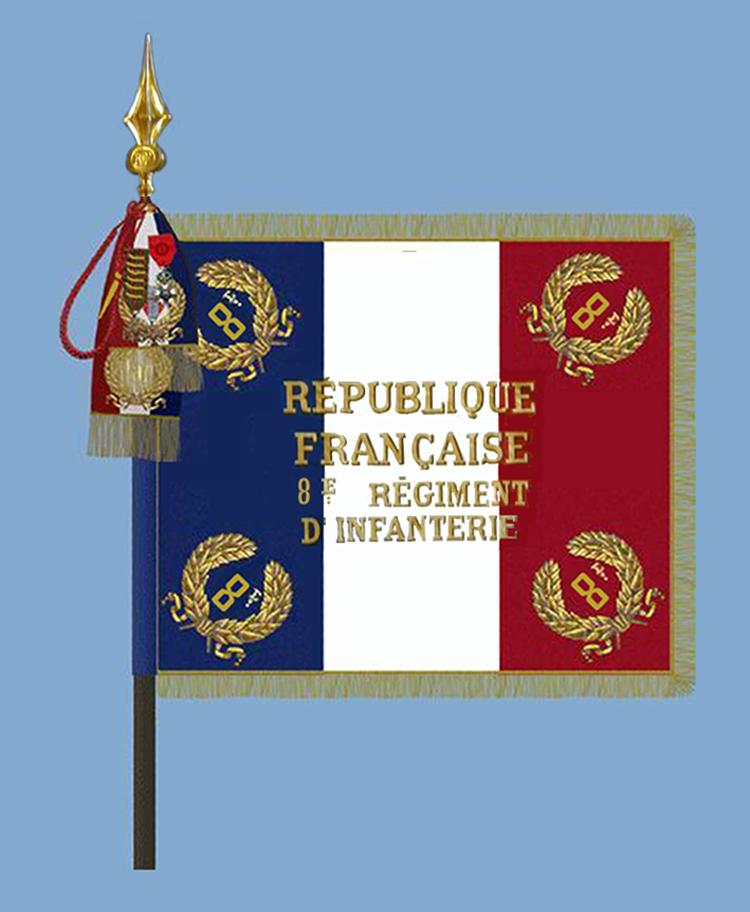
Drapeau du régiment (avers de 1914)
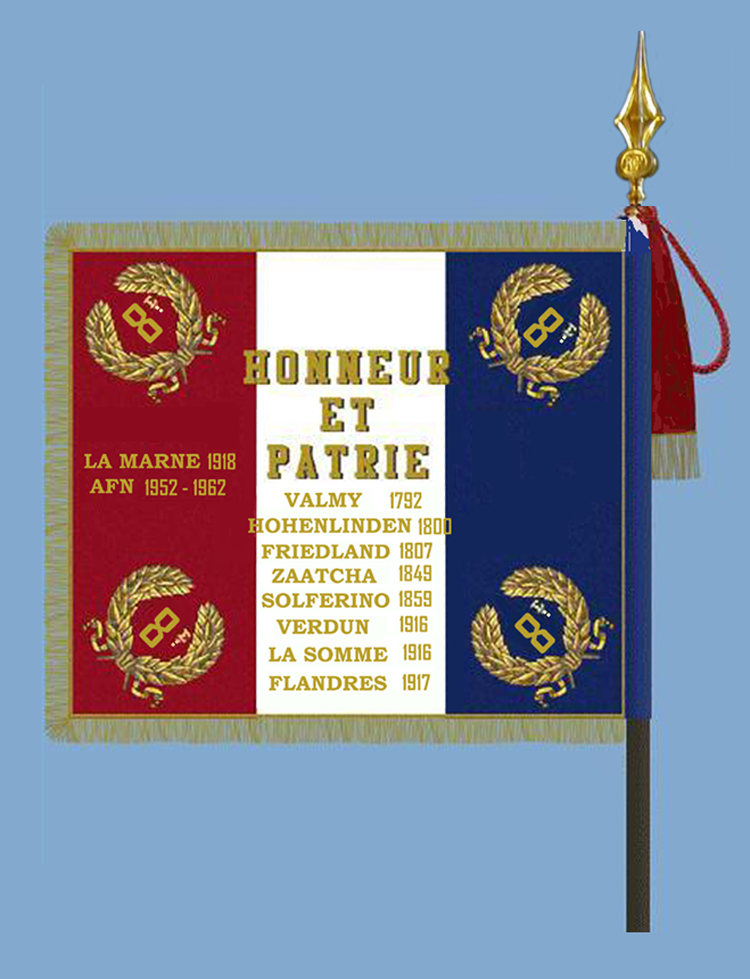
Drapeau du régiment (revers de 1914)

## Historique des garnisons, combats et bataille du8eRI

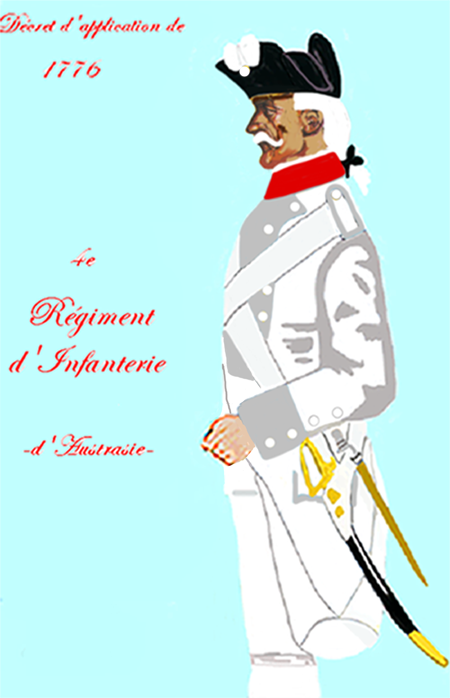
1776

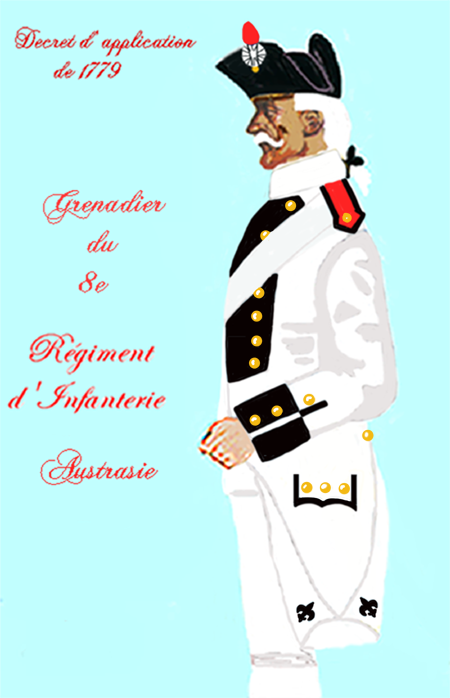
1779

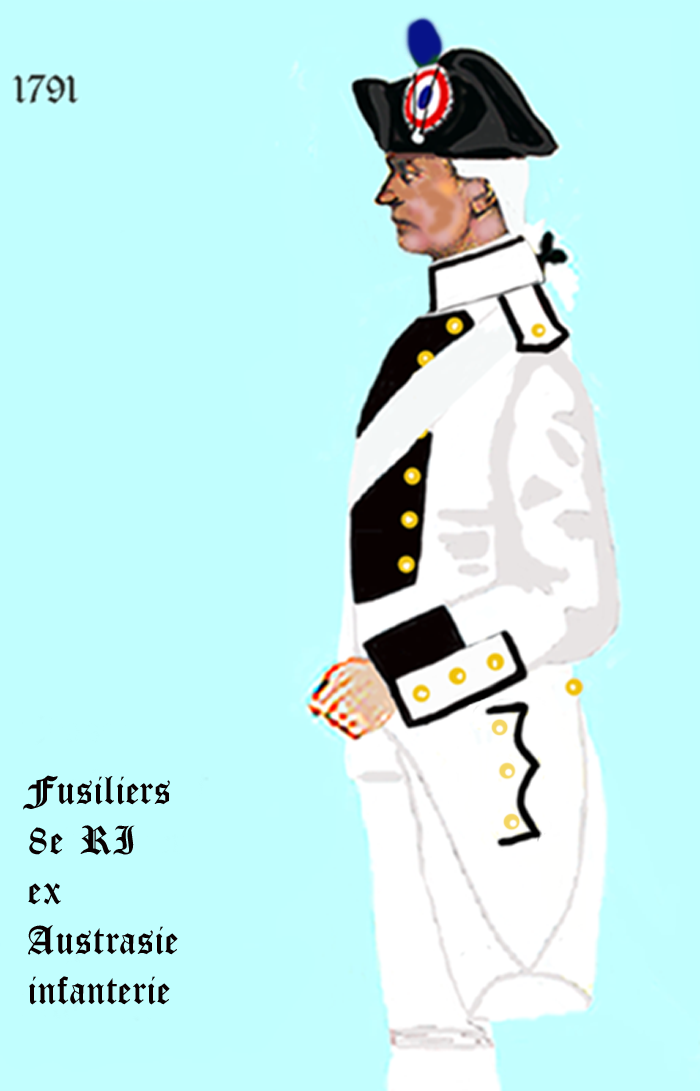
1791

### Ancien Régime
À sa création le régiment se compose de :
1. d'un colonel, un colonel en second, un lieutenant-colonel, un major, un quartier-maître trésorier, deux porte-drapeaux, un adjudant, un chirurgien-major, un armurier, un tambour-major et un aumônier, formant l'état-major ;
2. deux bataillons avec chacun une compagnie de 108 grenadiers, une de chasseurs et sept de fusiliers, toutes à 171 hommes.

- de 1781 à 1785 : campagne des Indes
  - 3 juillet 1782 : bataille navale de Négapatan.
  - 30 septembre 1782 : Bataille de Trinquemalay.
  - 13 juin 1783 : bataille de Gondelour pendant la guerre d'indépendance des États-Unis.

### RévolutionetEmpire

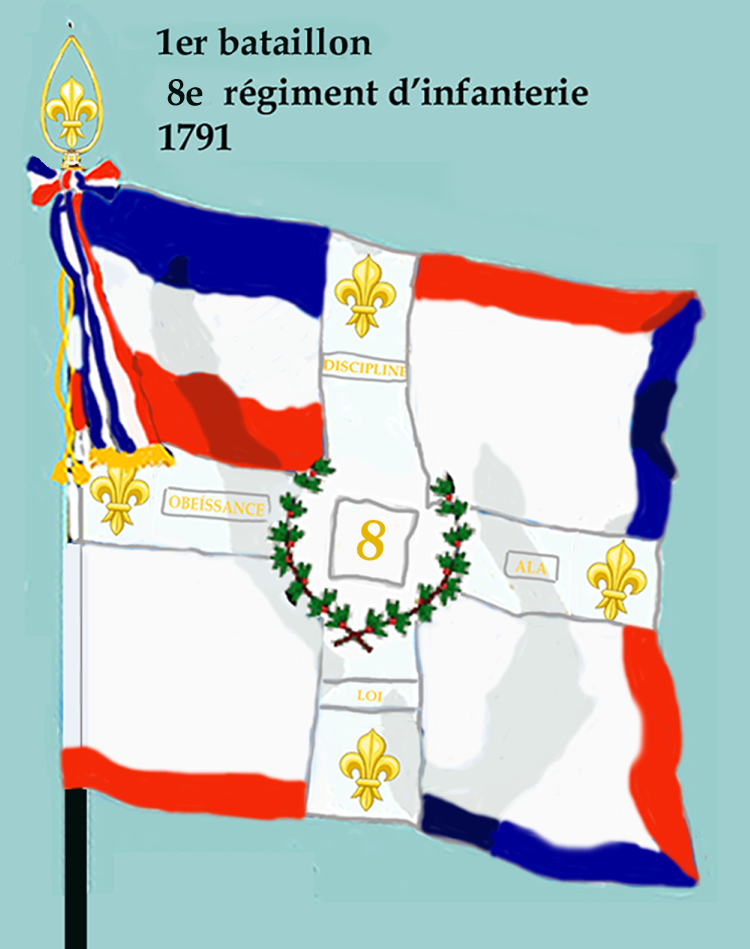
Drapeau du 1er bataillon du 8e régiment d'infanterie de ligne de 1791 à 1793
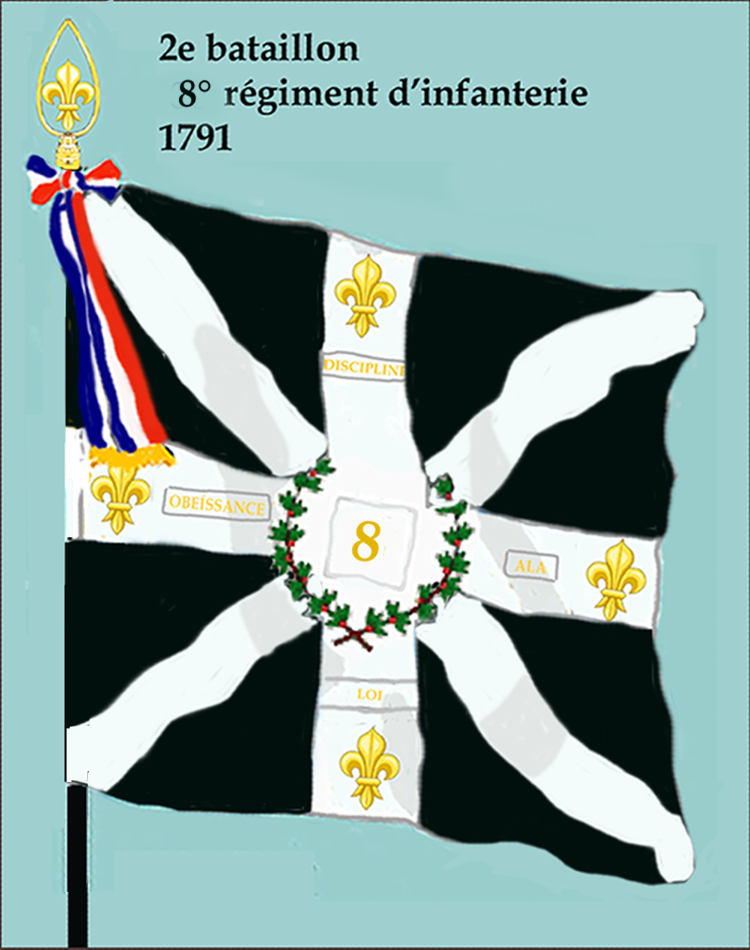
Drapeau du 2e bataillon du 8e régiment d'infanterie de ligne de 1791 à 1793

- 1792 :
  - 20 septembre 1792 : Bataille de Valmy

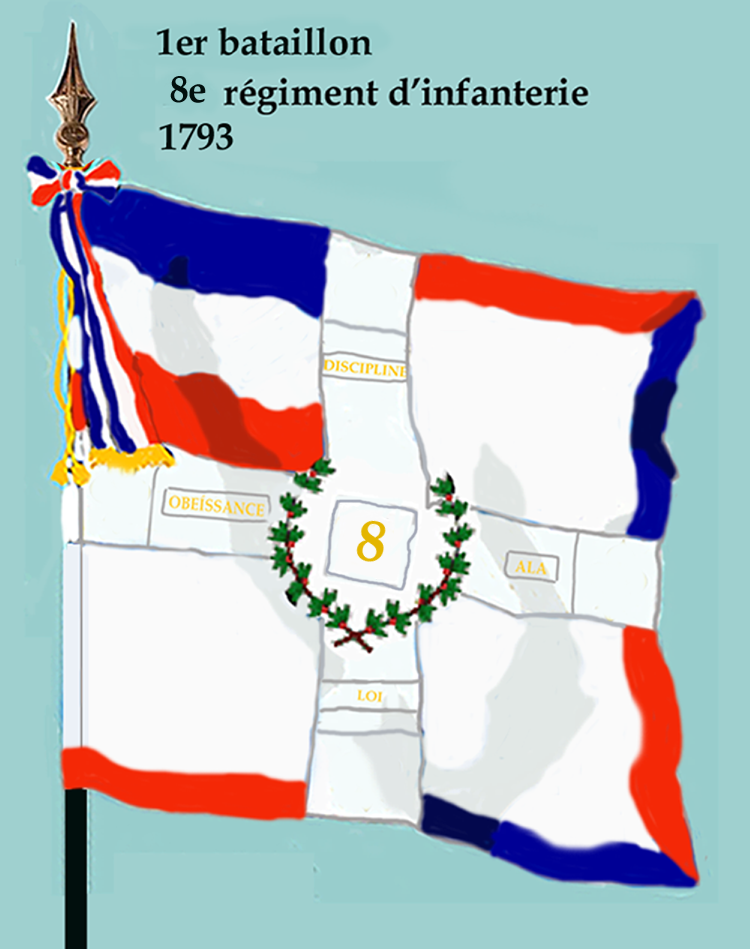
Drapeau du 1er bataillon du 8e régiment d'infanterie de ligne de 1793 à 1804
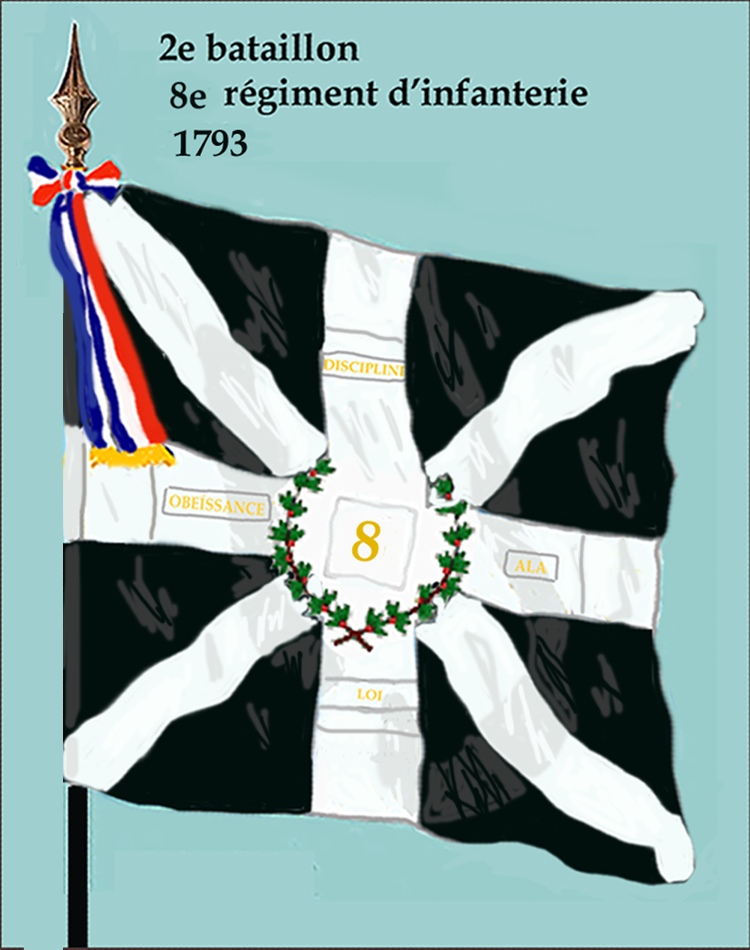
Drapeau du 2e bataillon du 8e régiment d'infanterie de ligne de 1793 à 1804

- 1793 : campagne de Belgique :
  - Neerwinden,
  - Nimègue et
  - Tirlemont. « Soldats, souvenez-vous que vous êtes enfants de Champagne. » de Bussy, 1783.
- de 1794 à 1796 : campagne en Vendée.
- de 1796 à 1798 : fait partie successivement des armées du Nord puis d'Allemagne puis de Mayence et enfin du Danube et du Rhin : occupation de la Hollande et de l'Allemagne du Nord.
- 1799 : armée du Rhin
  - 25 mars : Bataille de Stockach
  - 16 octobre : Bataille d'Heidelberg
  - 3 novembre : Bataille de Brakenheim
- 3 décembre 1800 : Batailles d'Offenbourg et de Hohenlinden
- 1802 : Armée du Hanovre
- 5 décembre 1804 : reçoit son aigle au champ de Mars, le régiment campe aux alentours de Hanovre.

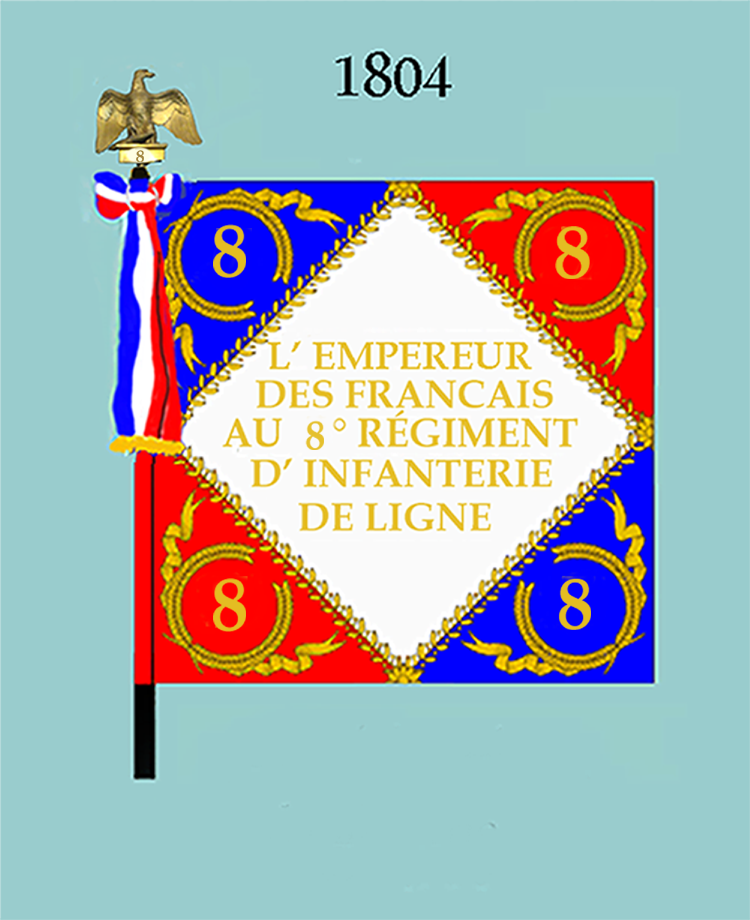
Drapeau modèle de 1804 (avers)
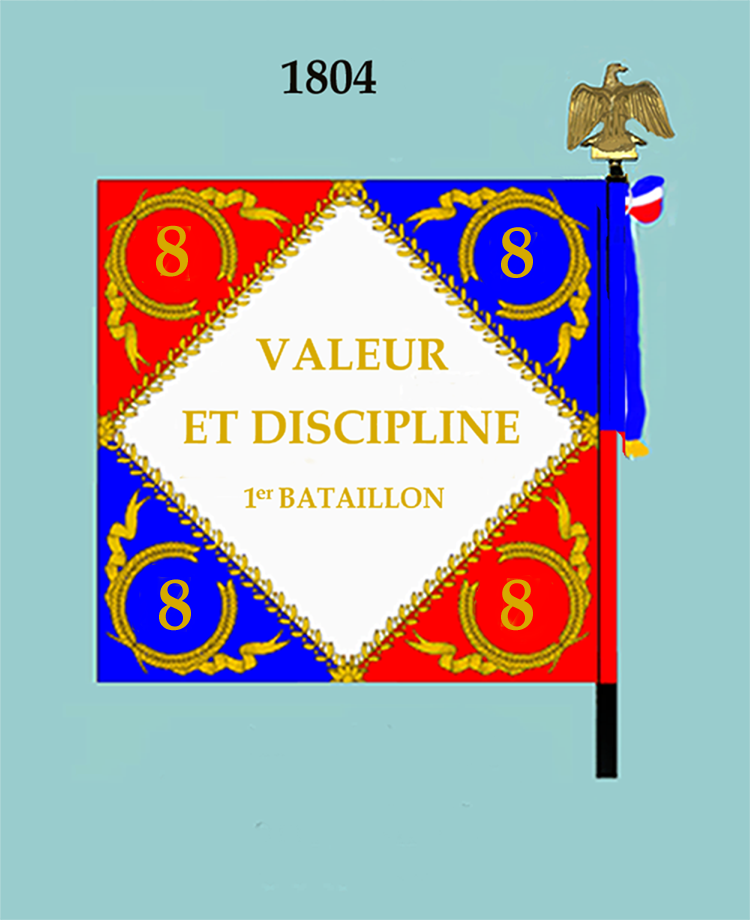
Drapeau modèle de 1804 (revers)

- 1805 :
- les troupes, autour de Hanovre, devenues le 1er corps d'armée du maréchal Bernadotte, se mettent en marche vers l'Autriche, le 2 septembre 1805, par Munich, elles traversent le Danube, le 15 novembre, puis la Bohême jusqu'à Iglau, qu'elles atteignent le 25 novembre. De là, le 29 novembre, elles reçoivent l'ordre de marcher sur Austerlitz, où elles arrivent le 1er décembre au soir. Pendant la bataille, elles restent en réserve, mais participent à la poursuite et après la paix de Presbourg (Bratislava), le régiment s'installe en garnison à Iglau (actuellement Jihlava).
- 1806 : le corps d'armée du maréchal Bernadotte stationne en Bavière jusqu'en septembre, puis il fait mouvement à travers la Saxe. Le 14 octobre, il ne combat ni à Iéna, ni à Auerstaedt, avant de participer aux batailles de Halle le 17 octobre, le 3 novembre à Kriwitz et enfin participe à la prise de Lubeck, le 6 novembre.
- 1807 : il combat les Russes à Mohrungen (25 janvier), Ostrołęka (16 février), la prise de Dantzig et Friedland.
- 1808 : seul le 4e bataillon reste en Allemagne, le reste du régiment part pour l'Espagne, il arrive à Madrid le 3 décembre.
- 1808 : bataille d'Espinosa
- 1809 :
  - le 4e bataillon, intégré dans le corps de Lannes, participe aux batailles d'Essling et de Wagram, puis rejoint le régiment.
  - les autres bataillons combattent dans le corps de Victor à la bataille d'Alcantara (14 mai), à Talavera-de-la-Reyna (28 juillet) et Zamora (1er octobre).
- 1810 : Villaruibie (28 mars), Montecy (14 avril), Santa-Crux (3 mai), l'investissement du fort Matagorda et de l'île San Luis (27 juillet), Villalon (7 octobre) et siège de Cadix d'août à décembre.
- 1811 :  le 5 mars, le régiment est battu à la bataille de Barossa, où il perd son colonel, son drapeau et 726 hommes sur 1468. Il participe ensuite aux batailles de Fuentes-d'Onoro (5 mai), Albuera (16 mai), et en juin et juillet aux combats autour de Cadix.

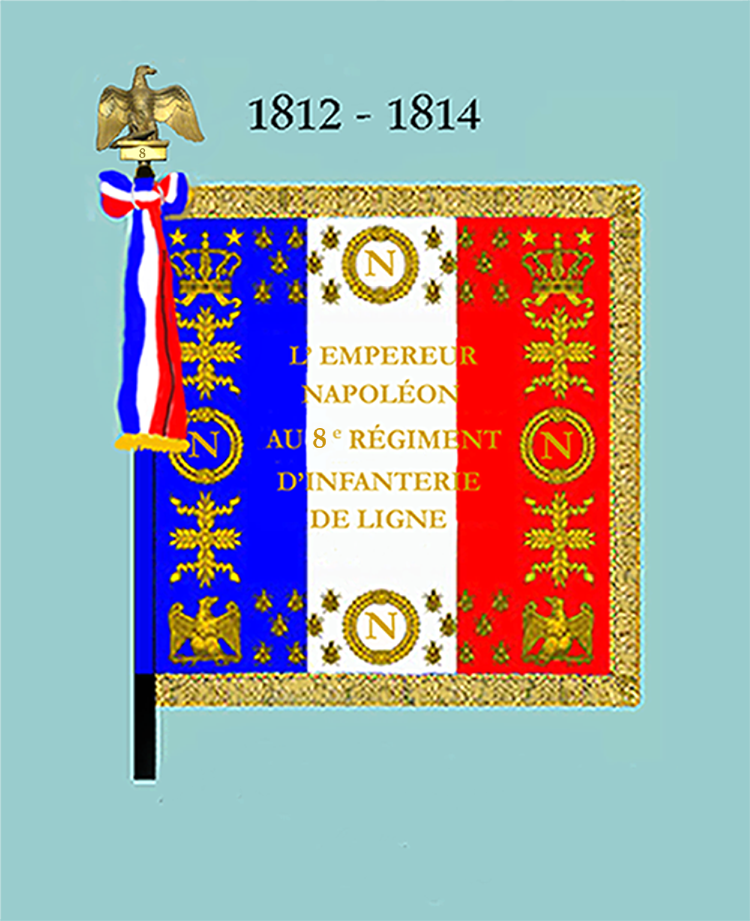
Drapeau modèle de 1812 (avers)
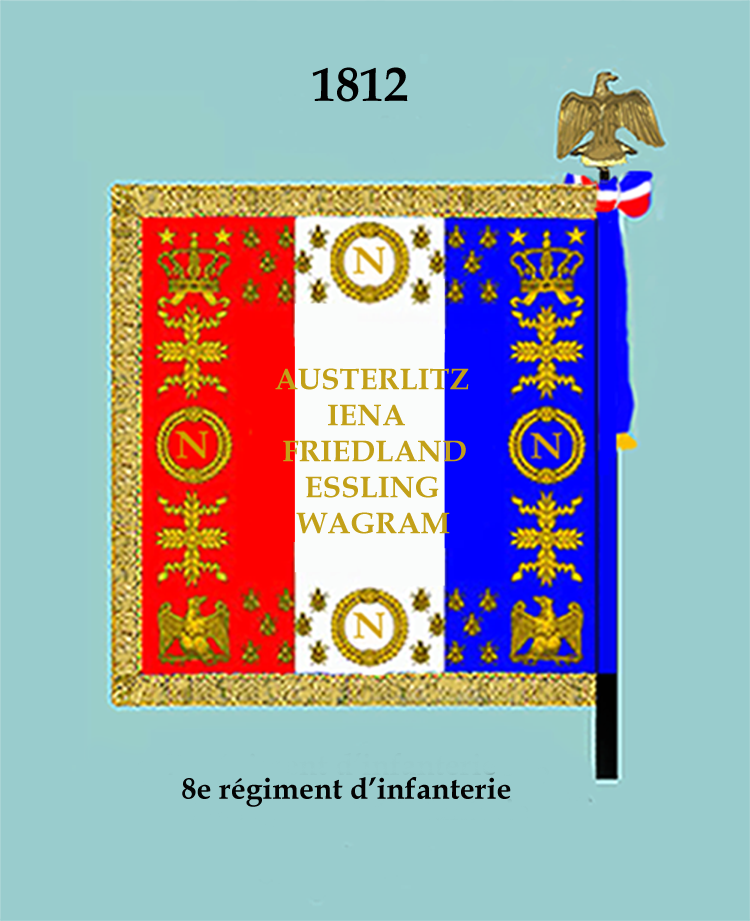
Drapeau modèle de 1812 (revers)

- 1812 : le 4e bataillon est envoyé à la 30e division d’infanterie du général Heudelet en Prusse orientale, puis sert de garnison à Dantzig sous les ordres du général Rapp, lors du siège par les Russes et les Prussiens entre le 21 janvier et le 29 novembre.
- 1813 : Ségovia (3 février), Lignenza, Vittoria (21 juin), Pampelune, défense des passes Maya, Brienza et Vera dans les Pyrénées, Ainhoe et St. Pierre d'Irube (13 décembre). Le 3e bataillon combat lui aussi en Allemagne et participe aux batailles de Lützen (2 mai), de Dohny (8 septembre) et Dresde (10 novembre).
- 1814 : le gros du régiment fait partie de la 7e division, il combat à Bar-sur-Aube (27 février) et Arcis-sur-Aube (21 mars), le reste défend les forts de Cuxhaven et Venlo.

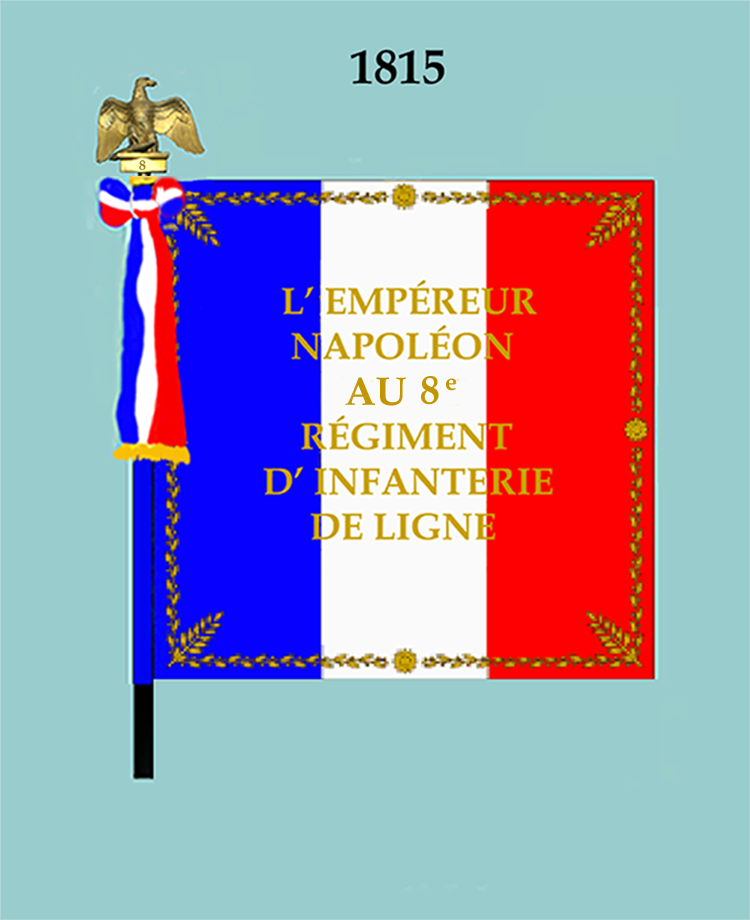
Drapeau modèle de 1815 (avers)
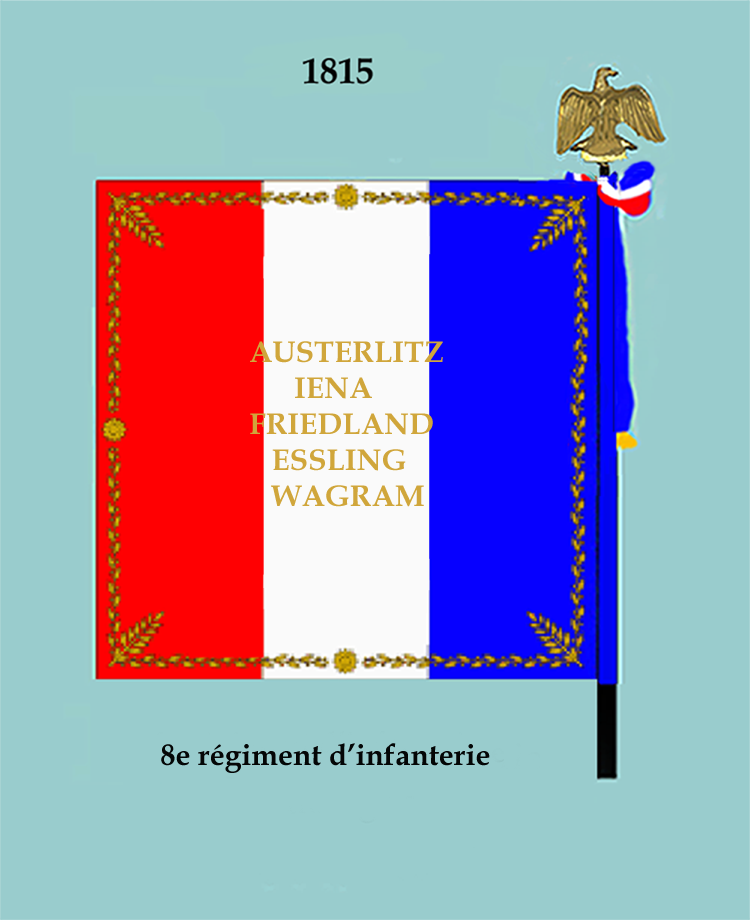
Drapeau modèle de 1815 (revers)

- 1815 : campagne des Cent-Jours : il fait partie de la 4e division du 1er corps, il combat à Ligny puis Waterloo.

### 1815 à 1852

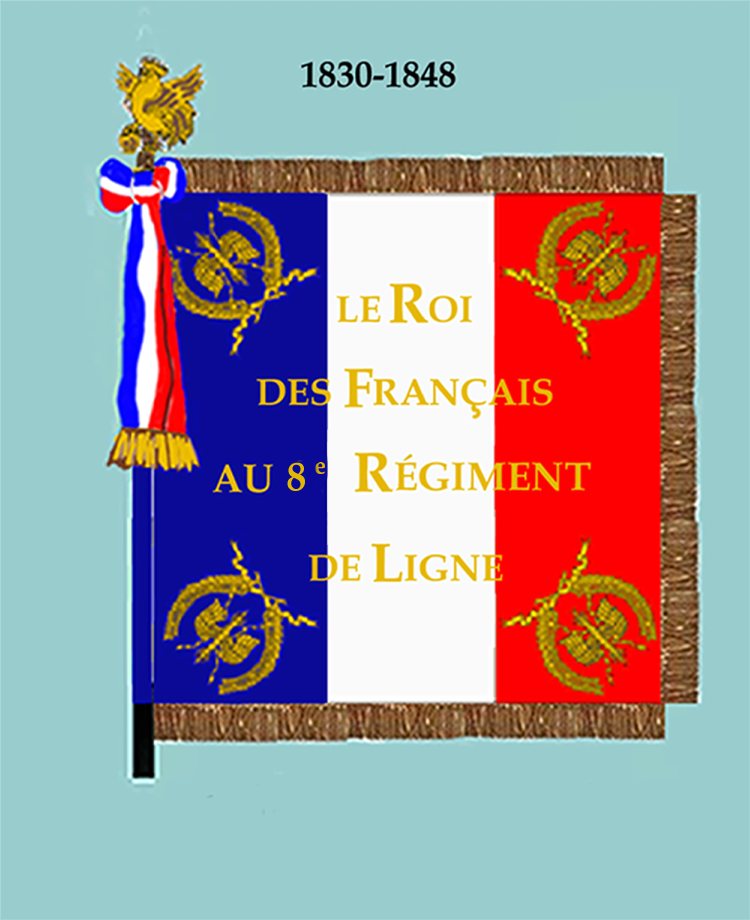
Drapeau de 1830 à 1848 (avers)

- 1823 : Expédition d’Espagne.
- 1828-1829 : participation à l’expédition de Morée pour soutenir les insurgés grecs lors de la guerre d'indépendance grecque. Siège de Coron
- 1830 : Une ordonnance du 18 septembre créé le 4e bataillon et porte le régiment, complet, à 3 000 hommes[4].
- 1832 : Insurrection républicaine à Paris en juin 1832 et campagne de Belgique.

En avril 1834, il participe à la répression des émeutes, qui s'étendent à Paris, qui mène au massacre de la rue Transnonain.
- de 1848 à 1853 le régiment est en Algérie. « D'un coup bien frappé le 8e vient de m'ouvrir les portes de Bougie », général Bosquet, 1851, siège de Zaatcha.

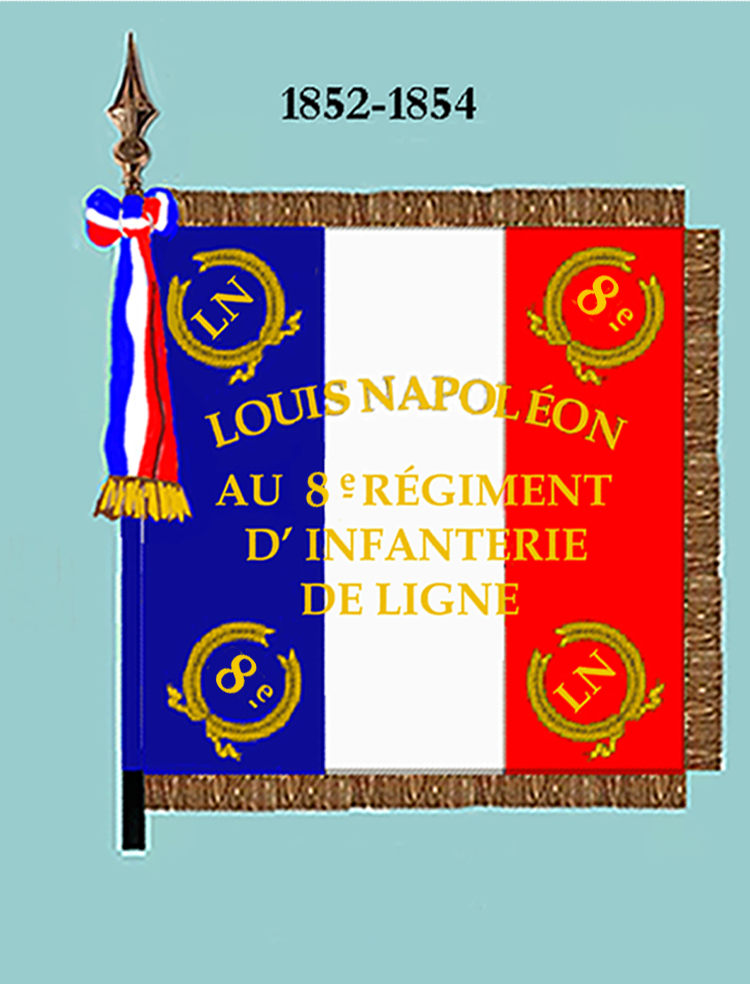
Drapeau de 1852 à 1854 (avers)

### Second Empire

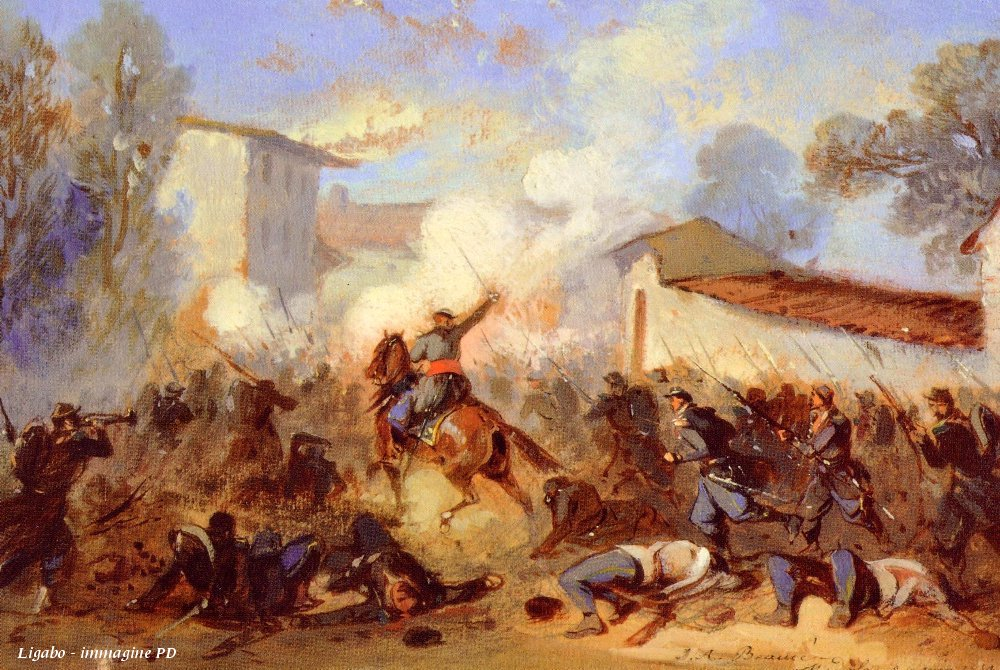
Le 8e régiment combat à Medole

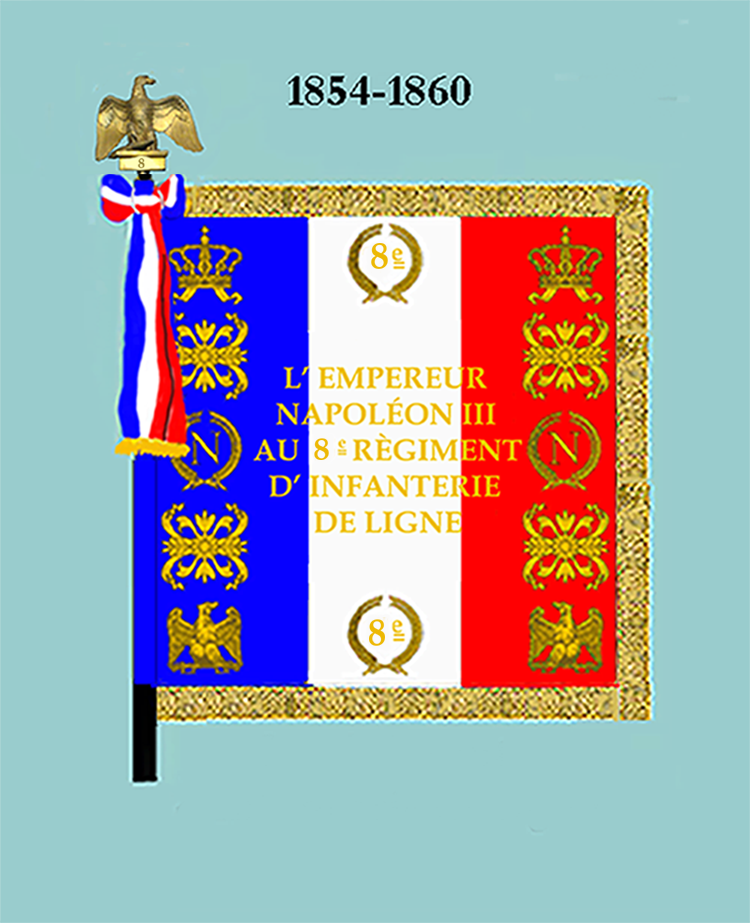
Drapeau de 1854 à 1860 (avers)

- Campagne d'Italie (1859)
  - Bataille de Solférino

### Campagnes de 1870-1871
Le régiment est engagé lors de la guerre franco-prussienne de 1870, à la bataille de Sarrebruck, la bataille de Forbach-Spicheren, la bataille de Sedan.
Le 24 novembre 1870, durant la guerre franco-allemande, les 8e compagnies des 2e et 3e bataillons du 8e régiment d'infanterie de ligne qui composaient le 29e régiment de marche furent engagés dans les  combats de Chilleurs, Ladon, Boiscommun, Neuville-aux-Bois et Maizières dans le Loiret.
En mars 1871, le 108e régiment d'infanterie de ligne, créé en 1870 sous le nom de 8e régiment d'infanterie de marche, est fusionné dans le dépôt du 8e régiment d'infanterie de ligne.

### De 1872 à 1914
Lors de la réorganisation de l'infanterie de septembre 1873, le 8e de ligne est affecté à la 4e brigade de la 2e division d’infanterie du 1er corps d’armée.

### Première Guerre mondiale

#### Affectation
À la veille de la guerre, le régiment est en garnison à Saint-Omer, Calais et Boulogne. Il appartient à la 4e brigade - 2e division d’infanterie, 1er corps d’armée.

#### 1914

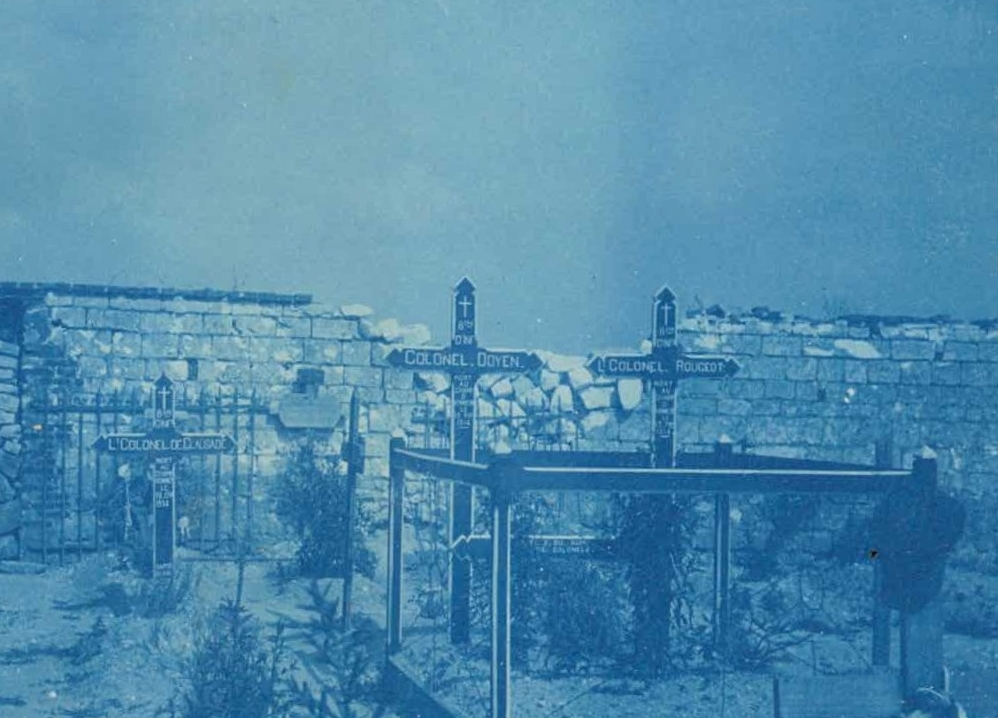
Tombes des trois colonels du 8e RI tués en 1914 à Pontavert, de droite à gauche : lieutenant-colonel Rougeot (tué le 17/9/1914-), colonel Doyen (commandant par intérim la brigade, tué le 17/9/1914-) et lieutenant-colonel de Clausade (tué le 12/10/1914-). Photographie de juillet 1915.

- Du 21 août au 23 août : Bataille de Charleroi, Dinant.
- le 29 août : Bataille de Guise.
- Du 5 au 13 septembre : Bataille de la Marne, puis secteur de La Noue, Montmirail, Reims.

#### 1915
- Première bataille de Champagne : Le Mesnil-lès-Hurlus (16 février – 23 février).
- Meuse : Les Éparges (4 avril - 10 avril).
- secteur de Saint-Mihiel : bois d’Ailly (mai) puis Aisne (fin de 1915) : Berry au Bac, Gernicourt, Pévy.

#### 1916
- Bataille de Verdun : Haudromont, fort de Souville (février et juillet).
- Bataille de la Somme : Maricourt, Combles (août-octobre).

#### 1917
- Offensive de l'Aisne
- Offensive des Flandres de juillet à décembre.

#### 1918
- Seconde bataille de la Marne (15 juillet-31 juillet).
- secteur de l'Aisne : Pont Saint-Mard en août (20 août-29 août).
- secteur d'Alsace septembre - novembre.

« Magnifique régiment. Engagé dans toutes les grandes actions de la campagne, ne recula jamais devant les attaques de l'ennemi ; jamais l'ennemi ne put résister au choc de ses assauts. » Poincaré, 1920.
La cravate de son drapeau reçoit la Croix de la Légion d'honneur le 20 septembre 1920.

#### Entre-deux-guerres

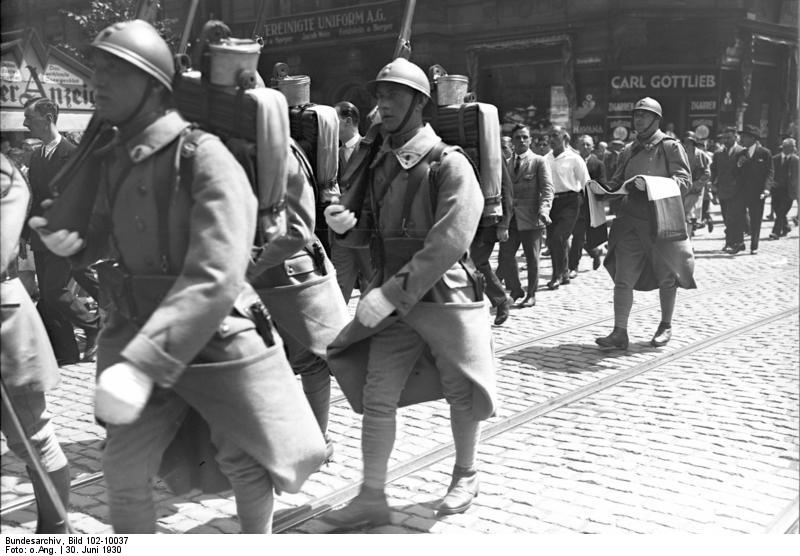
Soldats du 8e RI quittant Mayence le 30 juin 1930.

Il participe à l'occupation de la Rhénanie après la Première Guerre mondiale et est le dernier régiment à quitter Mayence le 30 juin 1930[réf. souhaitée]. Il arrive à Cherbourg en remplacement du 1er régiment d'infanterie coloniale[réf. souhaitée].

### Seconde Guerre mondiale

#### 1939-1940
Le 8e régiment d’infanterie est un régiment d'active, commandé par le colonel Jeanzac au moment de la mobilisation, puis par le capitaine Loison à partir du 14 mai 1940. Sa devise est « Toujours en avant ».
Dans la nuit du 10 mai 1940, l'unité (environ 2 500 hommes), rattachée récemment à la 5e division d'infanterie motorisée, (IIe corps d’armée, 9e armée, groupe d'armées no 1), fait mouvement de Givet vers la Meuse belge en application du plan Dyle, la 5e DIM devant défendre le fleuve entre Dave et Anhée.
Un train transportant des troupes du 8e régiment d’infanterie est attaqué le 14 mai entre le village de Cerfontaine et de Silenrieux. 5 soldats français (Édouard Ducastel, Georges Heudron, Maurice Jean, Jean Metayer et Léon Saillard) ainsi que le conducteur de la locomotive (Abel Bourgeois) sont tués. 
Se sachant en cours d'encerclement par le Sud, le plus gros de la troupe du 8e RI commandé alors par un lieutenant, sans communication, ni approvisionnement, se retire, non sans constater qu'à l'arrière, l'artillerie française avait été neutralisée par les commandos ennemis. Dans leur repli, ils tombent sur un convoi de camions aux couleurs belges (vers le 15 ou 16 mai 1940 environ). En fait ces camions avaient été capturés par les Allemands. Le 8e RI est exterminé l'arme à la bretelle, victime de cette méprise, par l'infanterie et l'aviation adverse[Information douteuse]. Le lieu du massacre (un champ) n'est pas connu à ce jour. Il y aura quelques survivants jamais recherchés et dont le récit aurait pu renseigner l'histoire de la fin du régiment.
Certaines unités dispersées repliées par d'autres chemins sont capturées par l'ennemi. Le régiment est dissous le 22 mai 1940. D'autres unités en retraite dispersées sont incorporées dans le 236e RI le 27 mai 1940.

#### Sous Vichy

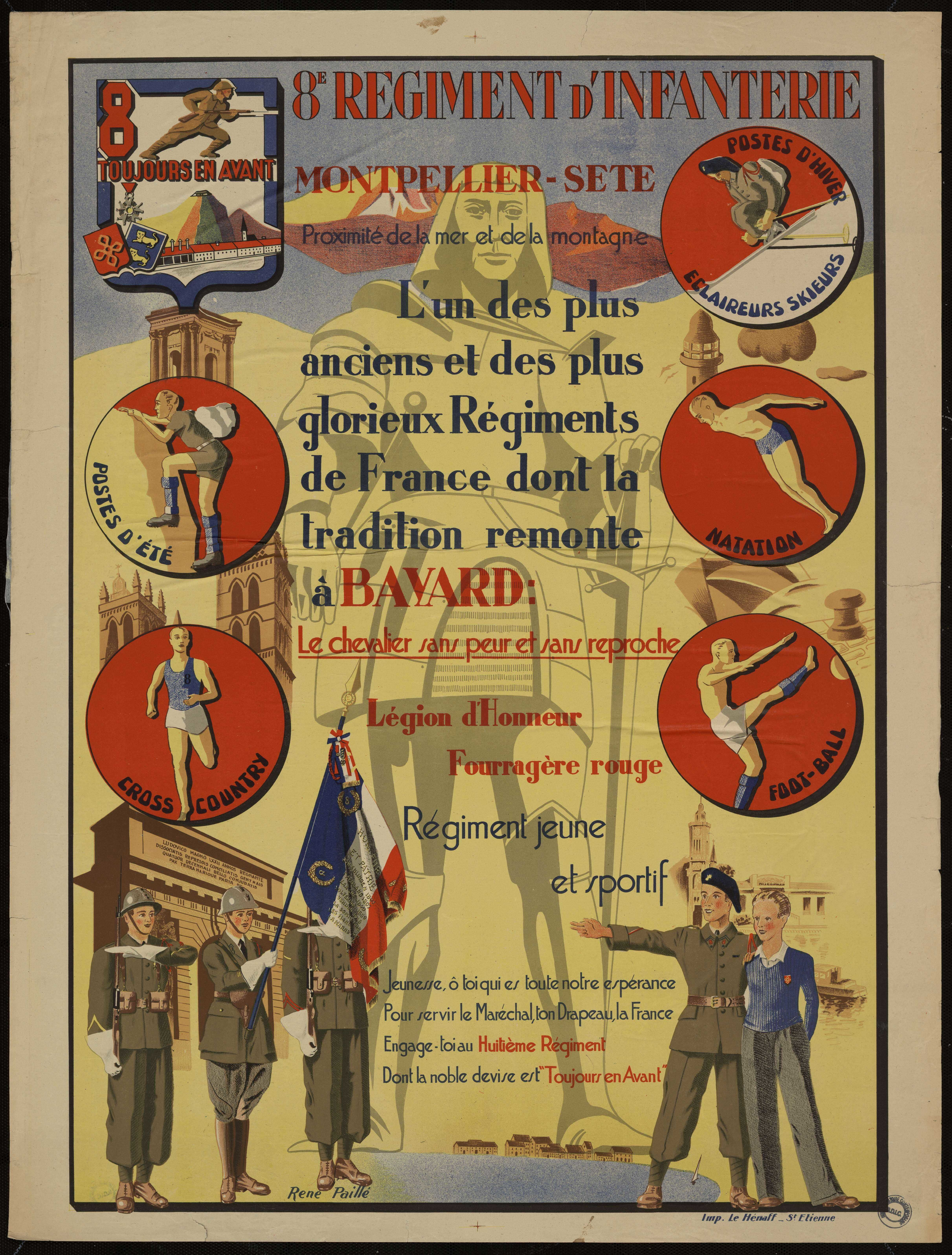
Affiche de recrutement pour le 8e régiment d'infanterie sous Vichy.

Dissous le 22 mai 1940, le 8e régiment d'infanterie est recréé dans l'Armée d'Armistice. Jusqu'à la dissolution de l'Armée après l'invasion de la zone libre, le 8e RI est en garnison à Montpellier et Sète.

#### Libération
le 1er mai 1945 dans la XVIIe région militaire à partir du 2e régiment d'infanterie FFI du Lot[réf. à confirmer], et placé sous les ordres du lieutenant-colonel Robert Noireau (d'avril à septembre 1945) puis du colonel Allais (de septembre à octobre 1945).
Fin mai 1945, le régiment stationne à Rochefort-en-Terre avant d'être mis à disposition, le 10 juin 1945, de la XXIe région militaire à Metz. Le 12 juin il rejoint Sarrebourg ou le 3e bataillon est dissous le 15 juillet et le 2e bataillon le 1er septembre. Le 1er bataillon y cantonne jusqu'au 27 septembre avant de rejoindre La Châtre, le 27 septembre 1945, pour être rattaché à la 19e division d'infanterie. Le 1er bataillon est dissous le 15 octobre 1945, le 8e RI n'existe plus.
Les éléments restants sont affectés, aux régiments composant la 29e division d'infanterie et aux unités chargées de la garde des prisonniers de l'Axe.

##### 2erégiment d'infanterie FFI du Lot
Le 2e régiment d'infanterie FFI du Lot est formé à la caserne Niel de Toulouse en octobre 1944 d'engagés volontaires originaires, principalement, du département du Lot mais également de ceux de la Dordogne, de la Corrèze et de l'Aveyron.
Le 25 octobre 1944, le régiment est affecté aux Forces Françaises de la pointe de Grave (FFGR) et, le 15 novembre, il prend ses positions en première ligne en remplacement du bataillon d'Arcachon.
Du 14 au 20 avril 1945, devenu provisoirement 154e régiment du génie, le 2e régiment est rattaché au groupement Ouest de la brigade Médoc, et participe activement à la libération de la pointe de Grave[réf. à confirmer].
Durant les combats contre la Festung Gironde Mündung Süd, le 2e RI FFI du Lot perdra 52 tués et 120 blessés.
Le 1er mai 1945 le 2e régiment d'infanterie FFI du Lot devient le 8e régiment d'infanterie.

### Après 1945 à 1998

#### Algérie 1956-1962
Le 8e RIM est en Algérie de 1955 à 1962. Installé à Saïda, dans le sud oranais, il fait partie intégrante de la 13e Division d'Infanterie du général Ginestet en Zone Sud Oranais. Le commando Cobra du lieutenant Gaget fait partie de ses effectifs. Il encadre également en partie le commando Georges.
Au cessez-le-feu du 19 mars 1962 en Algérie, le 8e RI créé comme 91 autres régiments, les 114 unités de la Force Locale prévues aux accords d'Évian du 18 mars 1962.
Le I/8e RI forme une unité de la Force locale de l'ordre Algérienne, la 506e UFL-UFO composé de 10 % de militaires métropolitains et de 90 % de militaires musulmans, à la Ferme Carrafang, qui pendant la période transitoire devaient être au service de l'exécutif provisoire algérien, jusqu'à l'indépendance de l'Algérie.

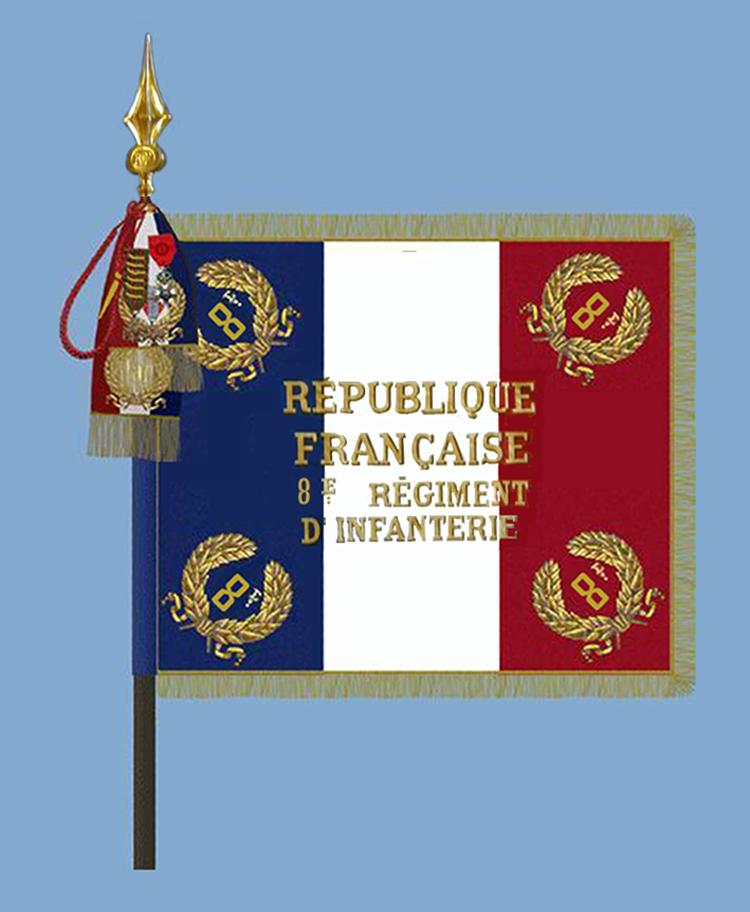
Drapeau en 1998 (avers)
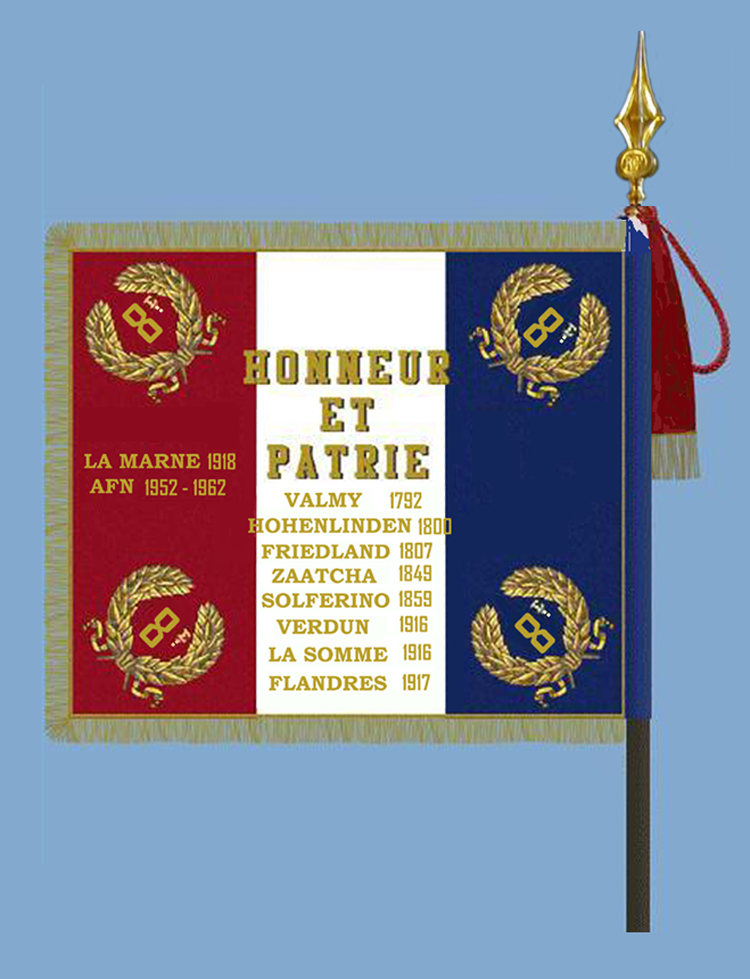
Drapeau en 1998 (revers)

### 1962-1998
Dans les années 1970, le régiment tient garnison au quartier Berniquet de Noyon (Oise), il est aussi en garnison à Landau, en Rhénanie-Palatinat (1970), à deux pas de son frère jumeau, le 7e RI, dont il recueille le drapeau en 1977 lorsqu'il est dissous.
Régiment de la 8e DI, puis régiment de la CMD de Lille, il est dissous en 1997 dans le mouvement de professionnalisation des armées. Il a été remplacé par le Régiment de marche du Tchad au quartier Berniquet de Noyon.

## Insignes

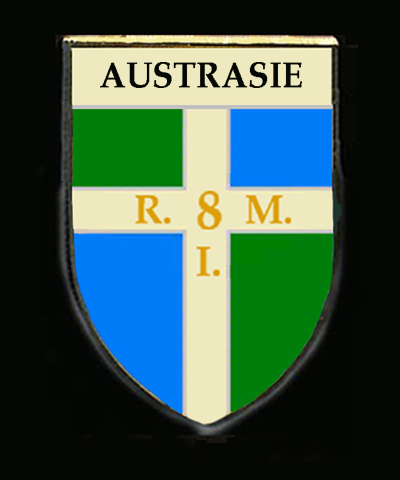
Insigne régimentaire du  8e RIM[Quand ?]

## Drapeau
Il porte, cousues en lettres d'or dans ses plis, les inscriptions suivantes, :

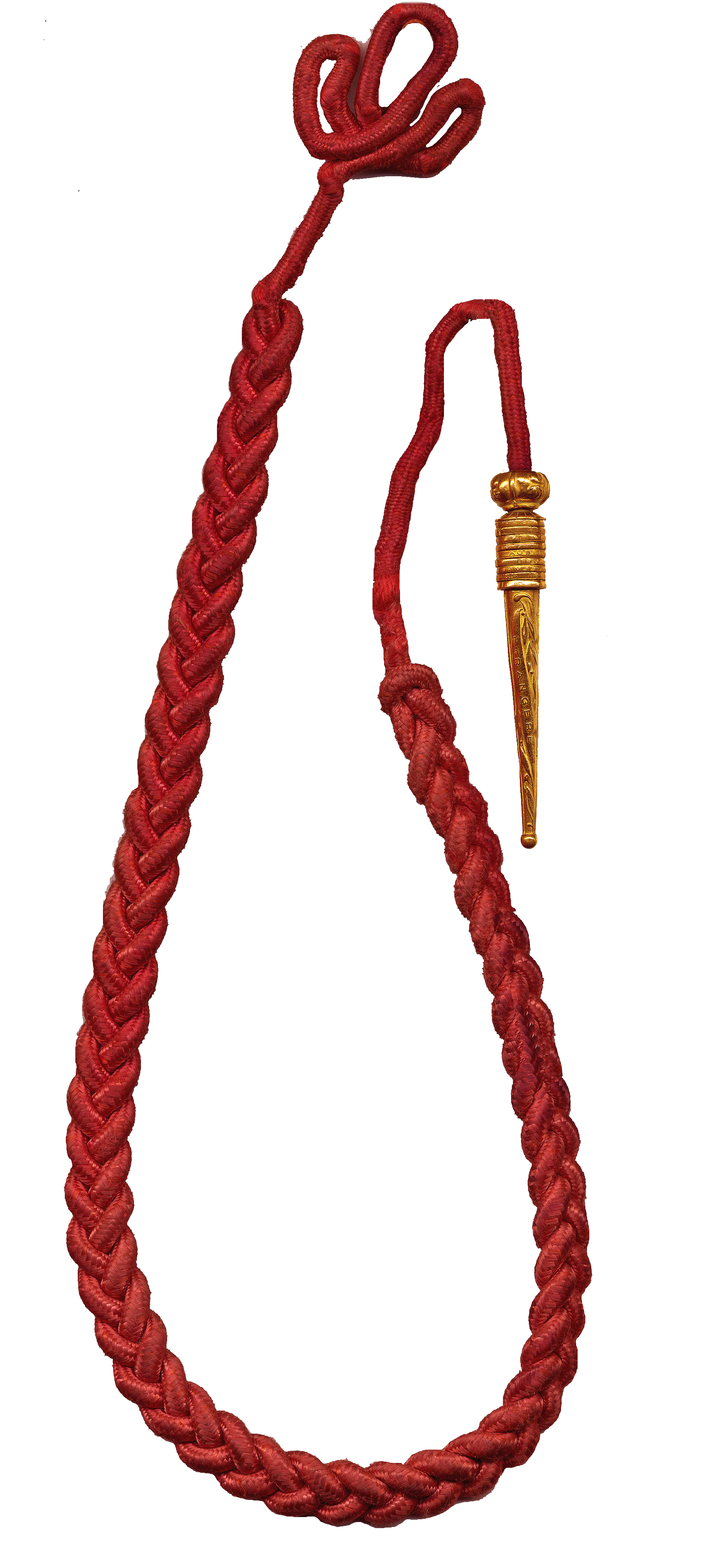
fourragère a la couleur du ruban de la légion d'honneur

- Valmy 1792
- Hohenlinden 1800
- Friedland 1807
- Zaatcha 1849
- Solférino 1859
- Verdun 1916
- La Somme 1916
- Flandres 1917
- La Marne 1918
- AFN 1952-1962

## Décorations
Sa cravate porte la fourragère a la couleur du ruban de la Légion d'honneur décernée le 4 octobre 1919.
Il reçoit la Légion d'honneur, la Croix de guerre 1914-1918  avec six palmes puis une étoile de vermeil, la Croix de guerre 1939-1945  avec une étoile d'argent.
La Médaille d'or de la Ville de Milan

## Personnalités ayant servi au sein du8eRI
- Jules Augustin Williams Léon Battesti (1858-1914), général
- Joseph Gabriel Bellarigue (1827-1882) alors lieutenant-colonel
- Henri-Clotaire Descamps (1906-1942)
- Paul Dubrulle (1882-1917), prêtre jésuite, sous-lieutenant au régiment, tué le 16 avril 1917 au chemin des Dames. Auteur de Mon régiment dans la Fournaise de Verdun et dans la Bataille de la Somme. Son nom est inscrit au Panthéon parmi les 560 écrivains morts pour la France.
- Charles Hoffbauer (1875-1957), peintre[16]
- Alphonse Magniez, capitaine adjudant-major
- Louis Mairet (1894-1917), sous-lieutenant tué le 16 avril 1917 au bastion de Chevreux, à l'Est de Craonne. Son nom est inscrit au Panthéon dans la liste des 560 écrivains morts pour la France
- Le général de brigade Michel Monier-Vinard (1937-2013) a été le chef de corps du 8e RI de 1983 à 1985 avec le grade de colonel. Saint-Cyrien de la promotion "Maréchal Bugeaud” (1958-60), cet officier supérieur a ensuite commandé le détachement de l'opération Daguet lors de la guerre du Golfe et assuré la réouverture de l'ambassade de France à Koweit City, en février 1991. Ayant occupé après à l'Ecole Militaire, à Paris, le poste d'adjoint au général directeur de l'enseignement militaire supérieur de l'armée de terre et commandant l'Ecole supérieure de guerre, le général Michel Monier-Vinard était commandeur de l'Ordre national du mérite, officier de la Légion d'Honneur, titulaire de la Croix de guerre des Théâtres d'opérations extérieures avec citation à l’ordre de l’armée (palme), de la Croix de la valeur militaire avec deux citations, et d'autres décorations étrangères.
- Paul Neuville (1896-1975), résistant français, Compagnon de la Libération.
- Robert Noireau (1912-1999), Compagnon de la Libération, chef de corps du 2e régiment d'infanterie FFI du Lot puis du 8e RI.

### Sources et bibliographie
- Victor Belhomme, Histoire de l'infanterie en France, t. 5, Henri Charles-Lavauzelle, 1902 (lire en ligne).
- Glorieux passé d'un régiment (1562-1899) : Champagne, Ponthieu, Austrasie, 8e régiment d'infanterie, 8e demi-brigade de ligne, 8e régiment d'infanterie de ligne, régiment de Condé, 8e d'infanterie de ligne, 8e régiment d'infanterie de ligne, 8e régiment d'infanterie, par le capitaine Jeanneney sur Gallica.
- Paul Dubrulle (préf. Henry Bordeaux), Mon régiment dans la Fournaise de Verdun et dans la bataille de la Somme, Plon, 1917.
- Historique du 8e régiment d'infanterie : Campagne 1914-1918, Paris, Librairie Chapelot, 79 p. (lire en ligne).
- Serge Andolenko, Recueil d'historiques de l'Infanterie française, Eurimprim, 1969.
- Rubrique nécrologique de l'hebdomadaire Le Point[réf. non conforme].
- Archives militaires du Château de Vincennes [réf. nécessaire].
- Historiques des corps de troupe de l'armée française (1569-1900), Berger-Levrault (Paris), 1900, 52 p. (lire en ligne)